# Czarny Mur

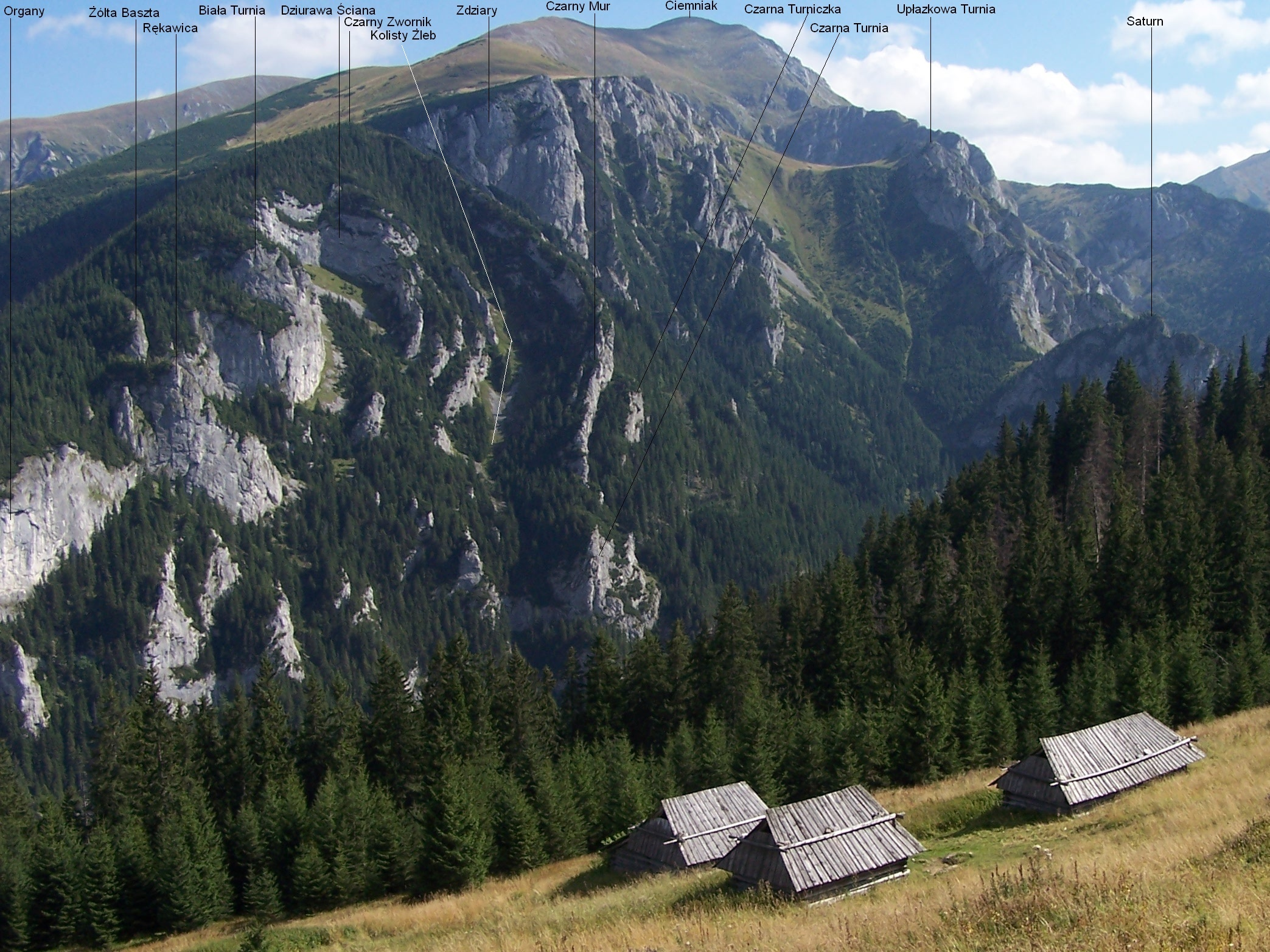
Widok z Polany na Stołach

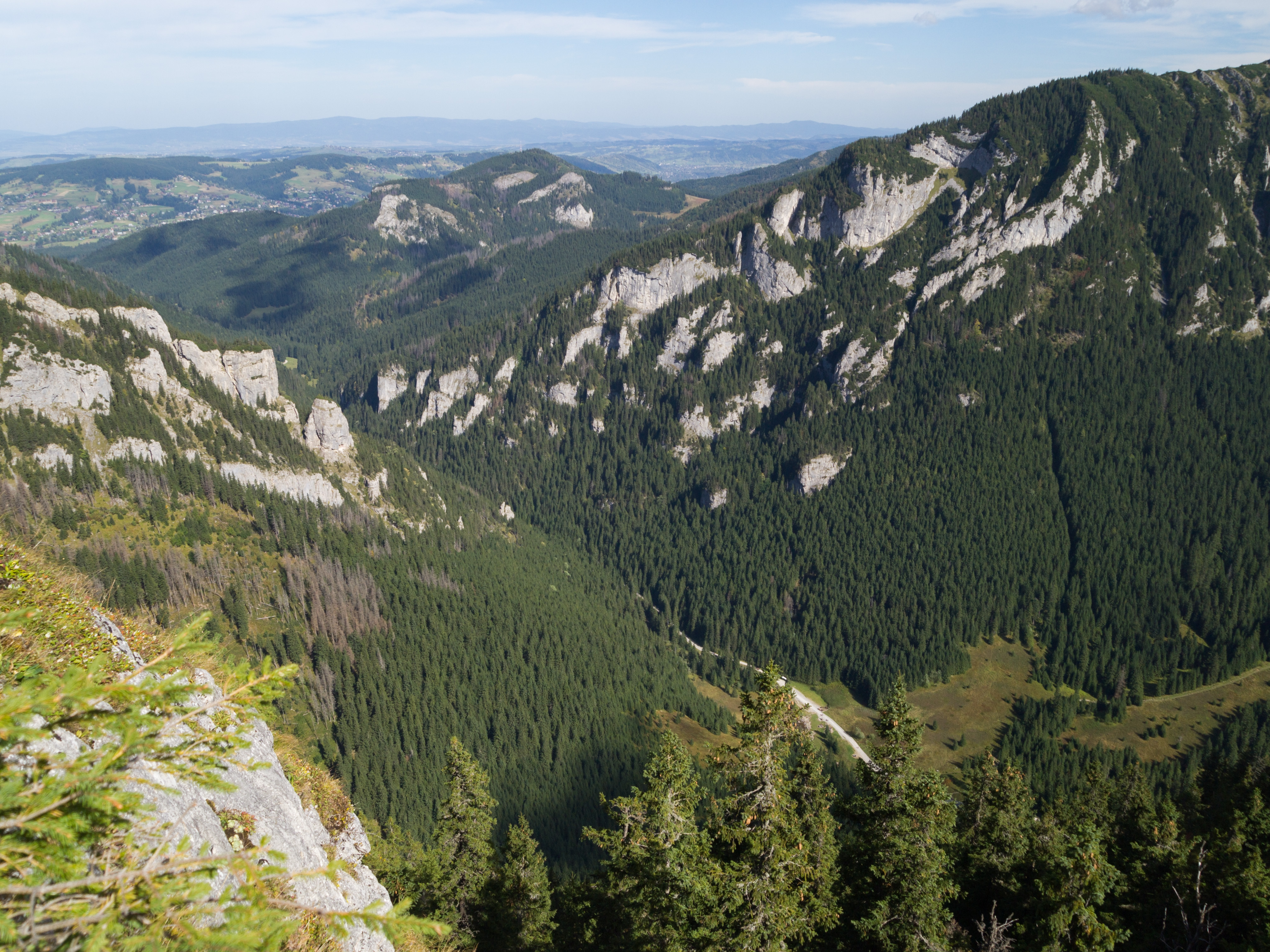
Widok z południowego zachodu

Czarny Mur – skalisty grzebień w orograficznie prawych zboczach Doliny Kościeliskiej w Tatrach Zachodnich. Oddziela Biały Żleb znajdujący się po jego południowej stronie od Kolistego Żlebu znajdującego się po północnej stronie. Opada z Czarnego Zwornika (około 1530 m), początkowo w południowo-zachodnim kierunku, później na zachód. Od strony Kolistego Żlebu jest w większości porośnięty lasem lub kosodrzewiną i dość łatwo dostępny (największym utrudnieniem jest kosodrzewina), natomiast do zboczy Białego Żlebu opada skalistym murem. Jest to pionowa ściana o wysokości około 40 m, na długości kilkuset metrów niemająca żadnych kulminacji o charakterze turniczek czy przełączek. W murze tym jest jedno łatwe przejście – przełączka zwana Czarnym Przechodem (ok. 1310 m). Zaraz na zachód od niej wznosi się Czarna Turnia stanowiąca przedłużenie Czarnego Muru. Powyżej Czarnego Przechodu, obok ścian Czarnego Muru (po jego południowej stronie) znajduje się samotna turnia zwana Czarną Turniczką.
Zalesione zbocza opadające spod Czarnego Muru do Polany Pisanej przecina nienazwany żleb mający około 300 m różnicy wzniesień. Górna część tego żlebu, poniżej ścian Czarnego Muru jest trudna do przejścia, gdyż zawalona jest powalonymi drzewami oraz skalnymi blokami z wciąż powstających obrywów}.
Nazwa grzebienia pochodzi od Jaskini Czarnej, wlot do której znajduje się u południowych podnóży Czarnego Muru (a dokładniej poniżej Czarnej Turniczki).